# Голенков, Антон Анатольевич
Анто́н Анато́льевич Голенко́в (укр. Антон Анатолійович Голенков; 17 декабря 1989, пгт Кореиз, Крымская область, Украинская ССР, СССР) — украинский футболист, полузащитник клуба «Таврия». С 2014 года гражданин России.

## Биография
Антон Голенков родился в пгт Кореиз, недалеко от Ялты. Футболом начинал заниматься в шестом классе, пойдя по стопам старшего брата, посещавшего на тот момент секцию по футболу. После завершения обучения 2,5 года играл за любительский ФК «Черноморнефтегаз» (Симферополь) в чемпионате Крыма. После этого был приглашён в «Феникс-Ильичёвец» (Калинино), выступавший в первой лиге чемпионата Украины. Далее Голенков 1,5 года играл в дублирующем составе запорожского «Металлурга».
Не сумев пробиться в основной состав команды Премьер-лиги, Голенков вернулся в первенство Крыма, где его нашёл тренер МФК «Николаев» Руслан Забранский. В сезоне 2010/11, когда николаевцы оформили возвращение в первую лигу Голенков сыграл всего в 3-х матчах, но уже в сезоне 2012/13, когда «корабелы» завоевали высокое 5-е место в первой лиге полузащитник являлся в Николаеве одним из важнейших игроков наступления. Сочетал в своей игре скорость и агрессию, голевое чутье и коллективизм. В том сезоне крымский футболист провёл наибольшее время на поле среди всех своих партнеров, а в опросе портала UA-Футбол главный тренер и капитан «корабелов» отметили его, как одного из лучших исполнителей всего чемпионата. Портал football.ua отдал ему 3-е место на позиции правый полузащитник первой лиги сезона 2012/13, а газета «Николаевские новости» назвала лучшим игрок сезона в составе МФК «Николаев».
После столь успешного сезона на тренерском мостике «корабелов» Забранского неожиданно сменил Олег Федорчук. Новый тренер солидно разбавил основной состав «Николаева» новичками, но лидеров прошлого сезона — Голенкова и Чорния не тронул. После череды неудачных матчей Федорчук обвинил этих игроков в плохой игре и нежелании продолжать карьеру в команде. Со временем тренер убрал бывших лидеров не только из основного состава, но и вообще из заявки. Ближе к зиме после досрочного ухода Федорчука во главе команды был поставлен помощник не столько его, сколько Забранского — Владимир Пономаренко. Он возвратил в основной состав и Чорния, и Голенкова, и в итоге корабелы добыли победу над одним из лидеров чемпионата, ахтырским «Нефтяником» в гостях.
Зимой Голенков в статусе свободного агента покинул проблемный МФК «Николаев». Проходил просмотр во львовских «Карпатах», но в итоге вместе с Чорнием перебрался в стан одного из лидеров первой лиги — «Александрии». С этой командой полузащитник стал сначала серебряным призёром, а в следующем сезоне — и победителем первой лиги.
19 июля 2015 года в первом туре чемпионата Украины 2015/16 в игре против донецкого «Шахтёра» дебютировал в Премьер-лиге. 27 декабря того же года стало известно, что футболист решил не продлевать контракт с «Александрией», желая продолжить карьеру в другом клубе.
25 января 2016 года стал игроком клуба «Торпедо-БелАЗ», в составе которого стал обладателем Кубка Белоруссии. В конце 2016 года покинул команду. В феврале 2017 года стал игроком клуба «Севастополь», выступающим в Премьер-лиге КФС. В июле 2023 года по обоюдному согласию сторон клуб расстался с футболистом. Через несколько дней после этого перешёл в «Таврию», выступающую в Премьер-лиге КФС.

## Достижения
- Обладатель Кубка Белоруссии: 2016
- Победитель Первой лиги Украины: 2014/15
- Серебряный призёр Первой лиги Украины: 2013/14
- Победитель Второй лиги Украины: 2010/11